# آلبرت هین
آلبرت هین (انگلیسی: Albert Heijn) (زاده ۱۸۶۵ - درگذشته ۱۹۴۵) کارآفرین، بازرگان و مدیر ارشد اجرایی هلندی بود، که شرکت آهولد را تأسیس نمود.